# Over Compton
Over Compton est une paroisse civile et un village du Dorset, en Angleterre.